# Santa María de Nava
Santa María de Nava ist ein spanischer Ort in der Provinz Palencia der Autonomen Gemeinschaft Kastilien und León. Der Ort gehört zu Barruelo de Santullán, er befindet sich fünf Kilometer südwestlich vom Hauptort der Gemeinde. Santa María de Nava ist über die Straße PP-2133 zu erreichen.

## Sehenswürdigkeiten
- Spätromanische Kirche Santa Cecilia, erbaut im 13. Jahrhundert
- Herrenhäuser
- Santuario de Nuestra Señora del Carmen, ein Kilometer westlich des Ortes

## Weblinks

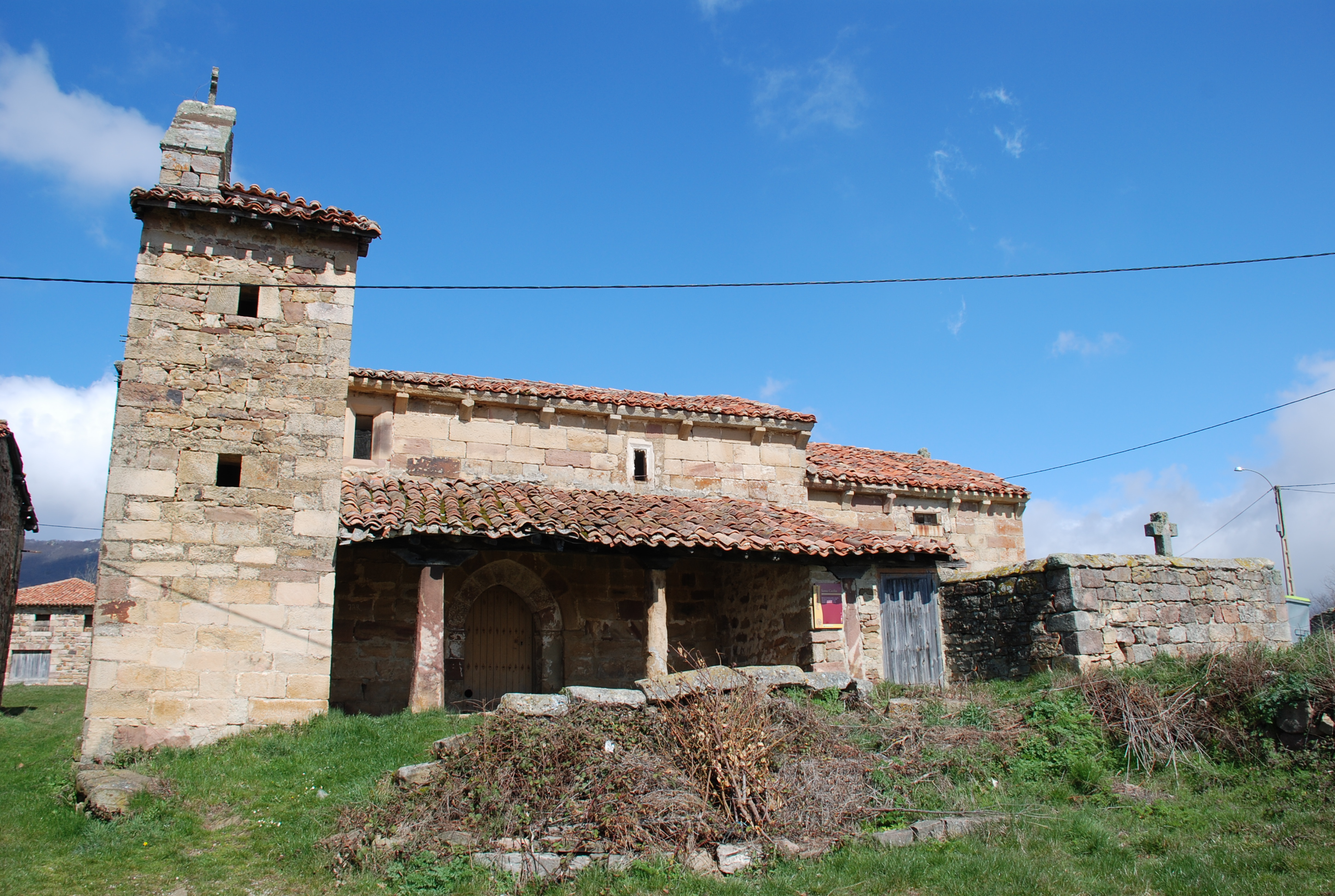
Kirche Santa Cecilia